# Illuminaten von Thanateros
Die Illuminaten von Thanateros (IOT) (heute auch offiziell: The Magical Pact of the Illuminates of Thanateros – dt.: Der Magische Pakt der Illuminaten von Thanateros) ist ein ursprünglich 1978 gegründeter okkulter, internationaler Orden, der sich mit Chaosmagie beschäftigt. Die Wortneuschöpfung Thanateros setzte die esoterische Gruppierung aus den griechischen Worten thánatos (Tod) und eros (Liebe) zusammen.

## Geschichte
In den späten Siebzigern begannen zwei britische Okkultisten mit Interesse an Ritualmagie, Ray Sherwin und Peter Carroll, ein Magazin namens The New Equinox zu publizieren. Beide gehörten zur okkulten Szene im Umfeld eines Buchhandels für Metaphysik namens The Phoenix in Londons East End. Da sie in vorhandenen okkulten Gruppen nicht „heimisch“ wurden, kündigten sie 1978 in ihrem Magazin die Gründung eines eigenen magischen Ordens an, dessen Hierarchie leistungsorientiert sein sollte – eine magische Meritokratie. Man wollte Elemente von Zos Kia Cultus (vgl.: Austin Osman Spare), Schamanismus, Tantra und Daoismus übernehmen. Sherwin und Carroll nannten ihren Orden Illuminates of Thanateros (IOT) in Bezugnahme auf die Götter Thanatos und Eros.
Sie begannen Monographien zu veröffentlichen, in denen sie ihr System der magischen Praxis, die Chaosmagie, beschrieben. Manche waren Artikel im The New Equinox gewesen, andere waren als Unterweisungen für Mitglieder ihres Ordens gedacht. In den Achtzigern begannen sie Anhänger in Großbritannien, Deutschland und Österreich zu gewinnen. Sherwin wandte sich bald von dem Projekt, das ihm zu konventionell erschien, ab.
Carroll veröffentlichte Liber Null und Psychonautik und änderte die magische Ausrichtung des IOT, was im Eigennamen "Der Magische Pakt der Illuminaten von Thanateros" zum Ausdruck kam. Im Oktober des Gründungsjahres 1986 stellten Carroll und der deutsche Ralph Tegtmeier, der den Ordensnamen Frater Neonfaust I.309 trägt, während eines viertägigen öffentlichen Seminars einige Übungen in einem ehemaligen Kloster bei Bonn-Ramersdorf vor.

## Struktur
Der IOT ist ein okkulter Orden, der kostenlose Initiationen in den aufeinanderfolgende Graden Neophyt, Initiat, Adept und Magus erteilt.
Es gibt verschiedene Ämter, wie den Archivar und den Insubordinator. Der Insubordinator hat die Aufgabe den Magister Templi (Leiter einer lokalen Gruppe) zu beraten und auf Fehler hinzuweisen. Mitglieder ab dem 2° und 3° können sich zu „Priestern“ weihen lassen.
Der IOT besteht größtenteils aus kleinen, teil-autonomen Tempeln, die in geographische Sektionen (Großbritannien, USA, Deutschland, Brasilien usw.) unterteilt sind. Eine Angabe aus dem Jahr 1991 spricht von 16 Tempeln weltweit.
Mitglieder sind verpflichtet, über interne Angelegenheiten und die Identitäten anderer Mitglieder Geheimhaltung zu wahren.

## Symbolik
Emblem des IOT ist ein schwarzer Kreis mit acht gleichmäßig radial ausgehenden, ebenfalls schwarzen Strahlen. Die Vorlage hierfür ist das „Banner des Chaos“ der Fantasy-Romane von Michael Moorcock.